# Immetalia obiana
Immetalia obiana är en fjärilsart som beskrevs av Jordan 1912. Immetalia obiana ingår i släktet Immetalia och familjen nattflyn. Inga underarter finns listade i Catalogue of Life.